# سيريل هنشلوود
سيريل هنشلوود (Cyril Norman Hinshelwood) هو كيميائي وفيزيائي بريطاني ولد في 19 جوان 1897 وتوفي في 9 أكتوبر 1967.
ولد سيريل في لندن وعاش في كندا ثم عاد سنة 1905 عند وفاة والده واستقر في شقة صغيرة في تشيلسي إحدى ضواحي لندن وعاش فيها بقية حياته. درس في مدرسة ويستمينستر ومن ثم في معهد باليويل التابع لجامعة أكسفورد.
عمل خلال الحرب العالمية الأولى في معمل متفجرات وأصبح في سنة 1921 مدير الدراسات في معهد ترينيتي وبوفسور كيمياء في جامعة أكسفورد بين 1921 و1937 كما عمل مستشارا في العلوم للحكومة البريطانية. انتخب سنة 1929 في الجمعية الملكية وترأسها بين عامي 1955 و1960.
تحصل سنة 1956 مع نيكولاي سيمونوف على جائزة نوبل في الكيمياء لأبحاثهما حول آليات التفاعلات الكيميائية.
توفي في منزله في 9 أكتوبر 1967.

## روابط خارجية
- سيريل هنشلوود على موقع الموسوعة البريطانية (الإنجليزية)
- سيريل هنشلوود على موقع مونزينجر (الألمانية)
- سيريل هنشلوود على موقع إن إن دي بي (الإنجليزية)